# Julius (programa)
Julius es una aplicación para reconocimiento de voz publicado como software libre con licencia BSD. Es un programa de reconocimiento de habla continua y en doble vía de lenguaje amplio. Está basado en trigramas (3gram) y en el Modelo oculto de Márkov. Puede decodificar casi en tiempo real en la mayoría de ordenadores actuales. Su principal plataforma es GNU y otros sistemas unix, también windows. 
Julius ha sido desarrollado como parte de un kit de software libre para investigación en Reconocimiento de habla continua de amplio vocabulario (LVCSR) desde 1997 y el trabajo ha sido continuado por el consorcio de reconocimiento de habla continua (CSRC) en Japón de 2000 a 2003.
La versión más reciente de Julius es la 4.3.1, disponible desde enero de 2014.
Julian es una versión modificada de Julius que utiliza autómatas finitos como modelo de lenguaje. Puede usarse para desarrollar un sistema de órdenes de voz de pocas palabras o varias tareas para desarrollar algunos agentes parlantes.

## Sobre los modelos
Para ejecutar Julius se requiere de un modelo de lenguaje y un modelo acústico para el lenguaje con el que se trabajará. Julius adopta modelos acústicos en formato HTK ASCII y la pronunciación del diccionario en un lenguaje compatible con HTK y modelos de lenguajes con trigramas en formato estándar ARPA. Desde el sitio web de julius se puede descargar el conversor HTK-to-Julius grammar.
Julius se distribuye con modelos en japonés e inglés, además el proyecto VoxForge trabaja en la creación de modelos acústicos en varios idiomas para utilizarlos con el motor de reconocimiento de voz de Julius.